# Рамузи
Рамузи́ (фр. Ramousies) — коммуна во Франции, регион О-де-Франс, департамент Нор, кантон Фурми.
Население (2017) — 228 человек.